# گرترود استاین
گرترود استاین (به انگلیسی: Gertrude Stein) ‏(زاده ۳ فوریه ۱۸۷۴ – درگذشته ۲۷ ژوئیه ۱۹۴۶) رمان‌نویس، نمایشنامه‌نویس و شاعر آمریکایی ساکن پاریس بود. گرترود استاین را ایجادگر اصطلاح نسل گمشده می‌دانند.

## زندگی
گرترود استاین در سال ۱۸۷۴ در پنسیلوانیا به دنیا آمد. از کالج رادکلیف فارغ‌التحصیل شد. در دانشگاه به تشویق ویلیام جیمز به مطالعه تشریح مغز پرداخت. اما خیلی زود از اینکار خسته شد. در ۱۹۰۲ به فرانسه رفت و تا پایان عمر در آنجا و دور از وطن به سر برد. خانه‌اش محفل نویسندگان و نقاشان بزرگ زمان بود. سه زندگی (داستان‌هایی دربارهٔ دو دختر خدمتکار و زنی سیاه‌پوست) و تشکیل آمریکایی‌ها از نخستین نوشته‌های او هستند. استاین به سال ۱۹۴۶ بر اثر ابتلا به سرطان معده درگذشت. وی رابطه صمیمانه‌ای با پابلو پیکاسو داشت و پیکاسو در سال ۱۹۰۶ تک‌چهره‌ای از او کشید که اکنون در موزه متروپولیتن نیویورک نگهداری می‌شود.

## آثار
برخی از آثار مهم او عبارتند از:
- سه زندگی (۱۹۰۹)
- دکمه‌های نرم (۱۹۱۴)
- تشکیل آمریکایی‌ها
- جغرافیا و نمایش‌نامه‌ها
- چهار قدیس در سه پرده
- دانش مفید (۱۹۲۹)
- چگونه باید نوشت (۱۹۳۱)
- اپراها و نمایش‌نامه‌ها
- خودزندگی‌نامه آلیس بی. تکلاس (۱۹۳۳)
- چهره‌ها و نیایشگران (۱۹۳۴)
- زندگی‌نامه همگان (۱۹۳۷)
- پیکاسو (۱۹۳۸)
- دکتر فاوست چراغ را روشن می‌کند (۱۹۳۸)
- پاریس فرانسه (۱۹۴۰)
- ایدا: یک رمان (۱۹۴۱)
- سخنرانی‌هایی در آمریکا
- تاریخ و جغرافیایی آمریکایی
- جنگ‌هایی که دیده‌ام (۱۹۴۵)
- مادر همه ما (۱۹۴۶)